# Miroslav Radulović
Miroslav Radulović, slovenski nogometaš, * 6. september 1984, Novo mesto.
Radulovič je nekdanji profesionalni nogometaš, ki je igral na položaju branilca. V svoji karieri je igral za slovenske klube Interblock, Krko, Koper in Celje, špansko Moratallo, norveški Nybergsund IL-Trysil ter avstrijska St. Michael/Bleiburg in St. Jakob/Rosental. Skupno je v prvi slovenski ligi odigral 86 tekem. S Koprom je v letih 2006 in 2007 osvojil slovenski pokal. Leta 2006 je odigral eno tekmo za slovensko reprezentanco do 21 let.